# Robert Johnson
Robert Leroy Johnson (Hazlehurst (Mississippi), 8 mei 1911 – Three Forks (Mississippi), 16 augustus 1938) was een Amerikaans bluesartiest. Hoewel hij vroegtijdig op 27-jarige leeftijd overleed en een twintigtal nummers heeft nagelaten, is hij een voorbeeld voor veel blueszangers en -gitaristen.
Johnson had tijdens zijn leven slechts een bescheiden hit met de naam Terraplane Blues. Nadat Columbia Records in 1961 de lp King of the Delta Blues uitbracht werd hij bekend onder een breder publiek.
Johnsons belang voor de muziekgeschiedenis ligt in de mix die hij maakte van bestaande Delta blues en andere invloeden. Kenmerkend is de ritmische, doorrollende (slide-)gitaarmuziek. Tijdens zijn leven speelde hij met latere bluesgiganten als Muddy Waters en Howlin' Wolf.
Het blad Rolling Stone plaatste hem in 2003 op plaats 71 van de meest gewaardeerde gitaristen aller tijden. Ook werd hij opgenomen in de Mississippi Musicians Hall of Fame. 

## Biografie
Johnson en zijn moeder (Julia Major Dodds) woonden op diverse plantages in de Mississippi Delta. Johnson heeft in zijn jeugd verscheidene vaderfiguren gehad. Er is weinig bekend over zijn biologische vader, Noah Johnson, waarmee de moeder nooit is getrouwd. De moeder woonde kortstondig met haar eerste echtgenoot, Robert Dodds, in Memphis. Johnson bracht het grootste deel van zijn jeugd door in Robinsonville, met zijn moeder en haar tweede echtgenoot Dusty Willis. In 1929 trouwde Johnson met de 16-jarige Virginia Travis. Virginia en de baby stierven in 1930 tijdens de bevalling.
In Robinsonville ontmoette Johnson de bluesmusici Willie Brown, Charley Patton en Son House. Geen van allen was onder de indruk van zijn talent. Dit veranderde nadat hij na afwezigheid van een jaar weer naar Robinsonville terugkeerde. In dat tijdsbestek leerde Johnson met behulp van onder meer Ike Zimmerman de gitaar te beheersen. Volgens de overlevering sloot Johnson in die periode op een kruispunt een overeenkomst met de duivel en verwierf zo zijn talent als gitarist, zanger en songwriter. Dit alles in ruil voor de bepaling dat hij nog maar acht jaar te leven zou hebben.
Na een kort oponthoud in Robinsonville trok Johnson verder naar Helena (Arkansas). Hier speelde hij met onder meer met Howlin' Wolf en Elmore James. Johnson reisde door Mississippi, Arkansas, Texas, Tennessee en zelfs zo ver noordelijk als Chicago en New York. In 1936–1937 nam hij een aantal nummers op in San Antonio (Texas) en Dallas (Texas).
Johnson overleed op 27-jarige leeftijd in de buurt van Greenwood (Mississippi). Na een van zijn optredens zou hij vergiftigde whisky hebben gedronken. Hij overleed enkele dagen later. Zijn doodsoorzaak is echter nooit officieel bekendgemaakt. Officieel is niet bekend waar Johnson is begraven. Er komen drie locaties in aanmerking en er bestaan twee verschillende grafstenen, die beide pas later zijn geplaatst. Via de site Morgan City Robert Johnson zijn meer gedenkstenen en grafstenen te vinden.

## Johnson in populaire cultuur
- In 1986 werd de film Crossroads uitgebracht, waarin de speurtocht naar een verloren nummer van Robert Johnson een thema is.
- In 1994 kwam er in de VS een postzegel uit met Johnsons gezicht erop. Deze was gemaakt van een van de twee foto's die van hem bekend zijn. De sigaret is echter weggeretoucheerd.

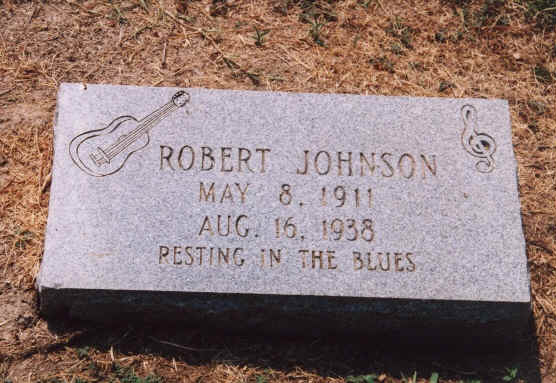
Robert Johnsons grafsteen

- In 1995 schreef Sherman Alexie de roman Reservation Blues, waarin Robert Johnson een van de romanfiguren is. Johnson heeft in 1938 zijn eigen dood in scène gezet om de duivel te misleiden. Na 60 jaar gaat hij naar Big Mom in een Spokane-indianenreservaat om zijn pact met de duivel te verbreken. Hij geeft zijn gitaar aan de hoofdpersoon in het verhaal, Thomas Builds-the-fire, die een all-Indian rock-'n-rollband begint.
- In 2009 werd de aflevering van Supernatural, seizoen 2 aflevering 8, genaamd "Crossroad Blues" waar de jonge Robert Johnson, gespeeld door La Monde Byrd, waar hij de afspraak maakt met de crossroads demon, waardoor hij een van de beste bluesgitaristen wordt aller tijden. Het nummer Crossroad Blues op de achtergrond wordt gespeeld door de echte Robert Johnson. Het nummer Hellhound on My Trail behoort ook tot de soundtrack van deze aflevering.
- Met terugwerkende kracht wordt Johnson ook wel tot de oorspronkelijke 27 club gerekend.

## Nummers
| 1936 - 32-20 Blues - Come On In My Kitchen (twee versies) - Cross Road Blues (twee versies) - Dead Shrimp Blues - I Believe I'll Dust My Broom - If I Had Possession Over Judgment Day - Kindhearted Woman Blues (twee versies) - Last Fair Deal Gone Down - Phonograph Blues (twee versies) - Preaching Blues (Up Jumped the Devil) - Rambling On My Mind (twee versies) - Sweet Home Chicago - Terraplane Blues - They're Red Hot - Walking Blues - When You Got a Good Friend (twee versies) | 1937 - Drunken Hearted Man (twee versies) - From Four Till Late - Hellhound On My Trail - Honeymoon Blues - I'm a Steady Rollin' Man - Little Queen of Spades (twee versies) - Love in Vain (twee versies) - Malted Milk - Me and the Devil Blues (twee versies) - Milkcow's Calf Blues (twee versies) - Stones in my Passway - Stop Breakin' Down Blues (twee versies) - Traveling Riverside Blues |

## Covers
Hoewel alle in 1936 en 1937 geregistreerde nummers van Robert Johnson later zijn uitgebracht op verschillende verzamelalbums, zijn enkele van deze nummers vooral bekend als covers door andere artiesten. Bekende covers van door Johnson geschreven nummers waren:
- Dinah Washington - Walking Blues (1946)
- Howlin' Wolf - Dust My Broom (1964)
- Ike & Tina Turner - Dust My Broom (1966)
- Cream - Cross Road Blues (als Crossroads, 1966)
- Led Zeppelin - Traveling Riverside Blues (1969)
- Rolling Stones - Love in Vain (op Let It Bleed, 1969)
- Lucinda Williams - Ramblin' on My Mind (op Ramblin' on My Mind, 1979)
- The Gun Club - Preaching The Blues (op Fire of Love, 1981)
- Red Hot Chili Peppers - They're Red Hot (op Blood Sugar Sex Magik, 1991)

Eric Clapton ("Both of the Robert Johnson albums actually cover all of my desires musically. Every angle of emotion is expressed on both those albums") bracht in 2004 Me and Mr. Johnson uit, een album met uitsluitend covers van Johnsons songs.